# Galeodes turcmenicus
Galeodes turcmenicus är en spindeldjursart som beskrevs av J. Birula 1937. Galeodes turcmenicus ingår i släktet Galeodes och familjen Galeodidae.
Artens utbredningsområde är Azerbajdzjan. Inga underarter finns listade i Catalogue of Life.